# Richard Axel
Richard Axel (New York, 1946. július 2. –) amerikai molekuláris biológus és neurobiológus. A szaglóreceptorok és a szaglórendszer szerveződésének terén történt felfedezéseiért 2004-ben Linda Buckkal közösen megkapta a 2004. évi fiziológiai és orvostudományi Nobel-díjat.

## Tanulmányai
Richard Axel 1946. július 2-án született Brooklynban lengyelországi zsidó bevándorlók első gyermekeként. Apja szabó volt, anyja háztartásbeli. Axel Brooklyn utcáin nőtt fel baseballt és annak utcai változatát, stickballt játszva. Az iskola mellett már tizenegy éves korától dolgoznia kellett, hol egy fogorvos futárjaként, padlószőnyeges segédként vagy bolti eladóként.
Az elemi iskola után a helyi, brooklyni középiskolában akart továbbtanulni, mert annak volt a legjobb kosárlabdacsapata, de igazgatója az inkább oktatásban jeleskedő manhattani Stuyvesant Középiskolába küldte tovább. Axel itt szeretett bele a tudományokba, művészetekbe és a komolyzenébe. Játszott az iskola kosárlabdacsapatában és visszaemlékezésében leírja, hogy egy mérkőzésen centerként hogyan került szembe a 16 évesen is 218 cm-es, későbbi legendás játékossal, Kareem Abdul-Jabbarral.
A középiskola után, 1967-ben a Columbia Egyetemen folytatta tanulmányait, ahol az alapképzésben eleinte az irodalomra koncentrált. A biológia felé véletlenül irányult az érdeklődése, mosogatóként dolgozott Bernard Weinstein molekuláris biológiai laboratóriumában és akkor aranykorát élő tudományág annyira megtetszett neki, hogy úgy döntött inkább erre specializálódik. Hogy elkerülje a vietnámi háborúba való behívót, az alapképzés után a Johns Hopkins Egyetem orvosi szakára jelentkezett. Saját bevallása szerint nagyon ügyetlen orvostanhallgató volt és 1971-ben csak úgy kapta meg diplomáját – három professzor támogatásával -, hogy megígérte, soha nem foglalkozik élő betegekkel. Kórházi gyakorlatát ennek megfelelően a patológián végezte, majd a Columbia Egyetem genetikai tanszékén, Sol Spiegelman laboratóriumában kutatóként folytatta pályafutását.

## Munkássága
Axel röviddel később posztdoktori ösztöndíjjal három évet a National Institutes of Health-nél töltött a kromatin szerkezetének kutatásával; ezzel a kormányintézményben végzett munkájával kiváltotta katonai szolgálatát is.
1974-ben Spiegelman visszainvitálta a Columbia Rákkutató Intézetébe. Axel továbbra is a kromatin és a gének szerkezetét tanulmányozta, de lehetősége nyílt részt venni a rekombináns DNS-technikák kifejlesztésében. Egyik munkatársa Tom Maniatis volt, akinek módszertani könyve a következő évtizedekben a molekuláris genetikai laboratóriumok Bibliájává vált. Axel megtanulta, hogyan vágja a DNS-t, hogyan izolálja és klónozza a géneket. Silversteinnel és első diákjával, Michael Wiglerrel közösen kidolgoztak egy módszert, amellyel emlőssejtekbe lehetett bevinni géneket, amelyek ott működni is képesek voltak. A módszert lefedő szabadalmak (amelyeket együttesen Axel-szabadalmaknak neveztek) becslések szerint 600 millió dollárt jövedelmeztek. 1978-ban Axelt kinevezték a patológia és biokémia professzorává.
1982-ben belekezdett egy új kutatási irányba, az agy működési funkcióit vizsgálta molekuláris genetikai módszerekkel, izolálni szerette volna az egyes viselkedési mintákért felelős géneket. A 80-as évek végén munkatársával, Linda Buckkal közösen a szaglósejtek kémiai ingereket megkötő receptorainak vizsgálatába kezdett és felfedeztek egy több mint ezer tagból álló géncsaládot, amivel magyarázni lehetett, hogyan képesek az egerek annyiféle szagot megkülönböztetni. Emellett 1988-ban munkatársaival együtt megállapította hogy az AIDS vírusa, a HIV a limfociták felszíni CD4-receptorához kapcsolódik.
2004-ben a Richard Axel és Linda Buck a szaglóreceptorok génjeinek felfedezéséért elnyerte a fiziológiai Nobel-díjat.

## Elismerései
- 1983 Ely Lilly-díj

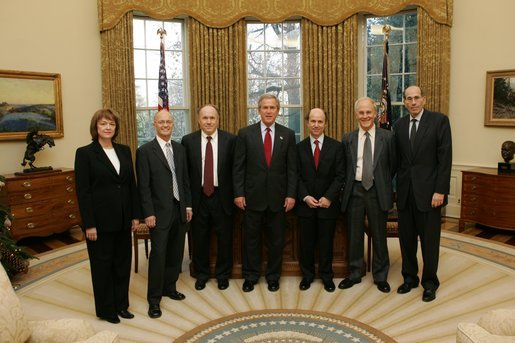
George W. Bush elnök a 2004. évi amerikai Nobel-díjasokkal. Richard Axel a jobb szélen áll

- 1984 a New York-i Tudományos Akadémia biológiai és orvostudományi díja
- 1989 a Nemzeti Tudományos Akadémia Richard Lounsbery-díja
- 1996 az Unilever Tudományos Díj (Linda Buckkal közösen)
- 1997 New York polgármesterének tudományos és műszaki kiválóságért adott díja
- 1998 Bristol-Meyers Squibb-díj
- 1999 a Columbia Egyetem Alexander Hamilton-díja
- 2003 a Gairdner Alapítvány nemzetközi díja
- 2004 a fiziológiai és orvostudományi Nobel-díj
- 2005 a Louise T. Blouin Alapítvány díja
- 2006 az M.D. Anderson Rákkutató Központ Mike Hogg-díja
- 2006 a YIVO Zsidó Kutatóintézet életműdíja
- 2007 a Cold Spring Harbor Laboratory Kettős spirál-érme
- 2014 a Coloradói Egyetem Charles Butcher-díja

Díszdoktorává választotta az izraeli Bar Ilan Egyetem, a Montclairi Állami Egyetem és a Rockefeller Egyetem. 1983 óta tagja a Nemzeti Tudományos Akadémiának, 2003 óta az Amerikai Filozófiai Társaságnak, 2006 óta tiszteletbeli tagja a New York-i Tudományos Akadémiának.

## Családja
Richard Axel kollégájával, Cornelia Bargmannal él házasságban. Korábbi, Ann Axellel kötött házasságából két fia született, Adam és Jonathan.